# KakaoTalk
 KakaoTalk  (en hangul, 카카오 톡) es una aplicación de mensajería multiplataforma que permite enviar y recibir gratuitamente mensajes a través de teléfonos inteligentes y realizar llamadas gratuitas. Está disponible en los sistemas operativos iOS, Android, Bada OS, BlackBerry, Windows Phone, y en computadoras personales.
KakaoTalk ofrece servicios de llamada gratuitas y los mensajes de texto. Además, los usuarios pueden compartir contenido multimedia como fotos, videos , mensajes de voz y enlaces URL. Se ofrece todo esto a través de conexiones Wifi o 3G, están disponibles las opciones de charla uno a uno y en grupo y no hay límites para el número de amigos que pueden unirse a un grupo. Una opción reciente es la adición de llamadas gratuitas entre los usuarios de un chat de grupo. Por otra parte, si alguien no quiere llamar en el chat en el grupo, se puede presionar el botón "ignorar".
KakaoTalk sincroniza automáticamente la lista de contactos del usuario en sus teléfonos inteligentes con la lista de contactos en KakaoTalk y encuentra a los amigos que están en el servicio. Los usuarios también pueden buscar amigos por su respectivo KakaoTalk ID sin necesidad de conocer el número del otro teléfono. El servicio KakaoTalk también permite a sus usuarios exportar sus mensajes y guardarlos para futuras referencias si los usuarios así lo desean.

## Historia
KakaoTalk fue lanzado el 21 de marzo de 2010, por la compañía Kakao Corp. Kakao Corp. fue fundada por Kim Sang Hun, el antiguo CEO de NHN Corporation (fundador de Hangame, que se fusionó con Naver.com para crear NHN). Kakao Corp. tiene su sede en Seúl, Corea del Sur, y Jae-Bum Lee y Sirgoo Lee son los actuales Co-CEOs.
Llegó a los 57 millones de usuarios registrados en agosto de 2012. Se estima que en promedio, 24 millones de usuarios utilizan la aplicación diariamente y más de 3,4 millones de mensajes se envían todos los días.
Kakao Corp. fue nombrada "Desarrollador Top" en Google de Android Market. y KakaoTalk fue elegida como la aplicación Nº 1 de SMS gratis por Cnet.
En abril de 2013, KakaoTalk lanzó una versión beta de KakaoTalk PC.
El 4 de septiembre del 2013, la aplicación KakaoGroup fue lanzada.

## Características
Además de los mencionados anteriormente, KakaoTalk tiene estas características adicionales:
- Llamadas gratis y llamadas de conferencia (con soporte para hasta cinco personas) llamado VoiceTalk.
- Foto, vídeo y compartir información de contacto.
- Todos los datos cifrados.
- Soporte para 12 idiomas.
- K-pop y Local Star Friends (Plus friends).
- Walkie-talkie.
- Primer mensajero móvil proporcionado por una empresa habilitada. ISO 27001-[7]
- Tema propio del usuario KakaoTalk  (Temas iPhone y Android).
- Sin banners de publicidad.
- Plataforma de juegos.

## Aplicaciones similares
- BlackBerry Messenger
- Hangouts, antes Google Talk
- LINE
- Nimbuzz
- Skype
- Tango
- Telegram
- Trillian
- Viber
- WeChat
- WhatsApp